# シメン
シメン (cymene) またはp-シメン、パラシメン (p-cymene) とは、天然に存在するモノテルペンのひとつで、構造は芳香族炭化水素に分類される。ベンゼン環のパラ位（1位と4位）にメチル基 (-CH3) とイソプロピル基 (-CH(CH3)2) が置換した構造を持つ。水にはほとんど溶けず、エタノールやエーテルには易溶である。
天然にはクミンやタイムなどの精油に含まれる。工業的には、ピネンの脱水素化や、トルエンとプロペンのフリーデル・クラフツ反応などによって製造される。石鹸などに香料として添加されるほか、テレフタル酸やチモールの合成原料としても利用される。
位置異性体として o-シメン（CAS登録番号 [527-84-4]）と m-シメン（同 [535-77-3]）が知られるが、どちらも天然での存在は知られていない。p-シメンのみが天然化合物である。

## 配位子として
シメンはルテニウムへの配位子として用いられる。(η6-cymene)2Ru2Cl4 と表されるハーフサンドイッチ型の錯体（CAS 登録番号 [52462-29-0]）が、三塩化ルテニウムと α-フェランドレンから合成され、各種ルテニウムシメン錯体への前駆体として利用される。オスミウムのシメン錯体も知られる（例: (η6-cymene)2Os2Cl4、CAS 登録番号 [78615-08-4]）。